# Hôtel Brøndum
L’hôtel Brøndum, dans le petit port de Skagen dans le Nord du Danemark, est connu pour sa relation avec les peintres de Skagen au XIXe siècle. Cet hôtel est toujours en activité.

## Histoire

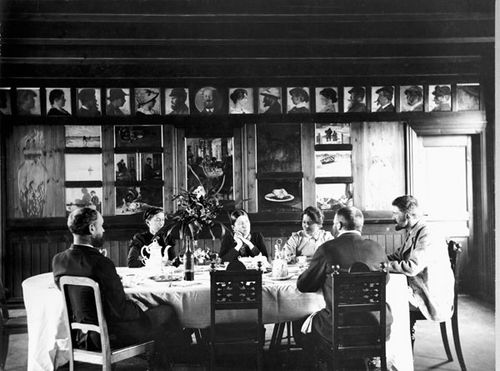
La salle à manger de l'hôtel avec les portraits des peintres de Skagen

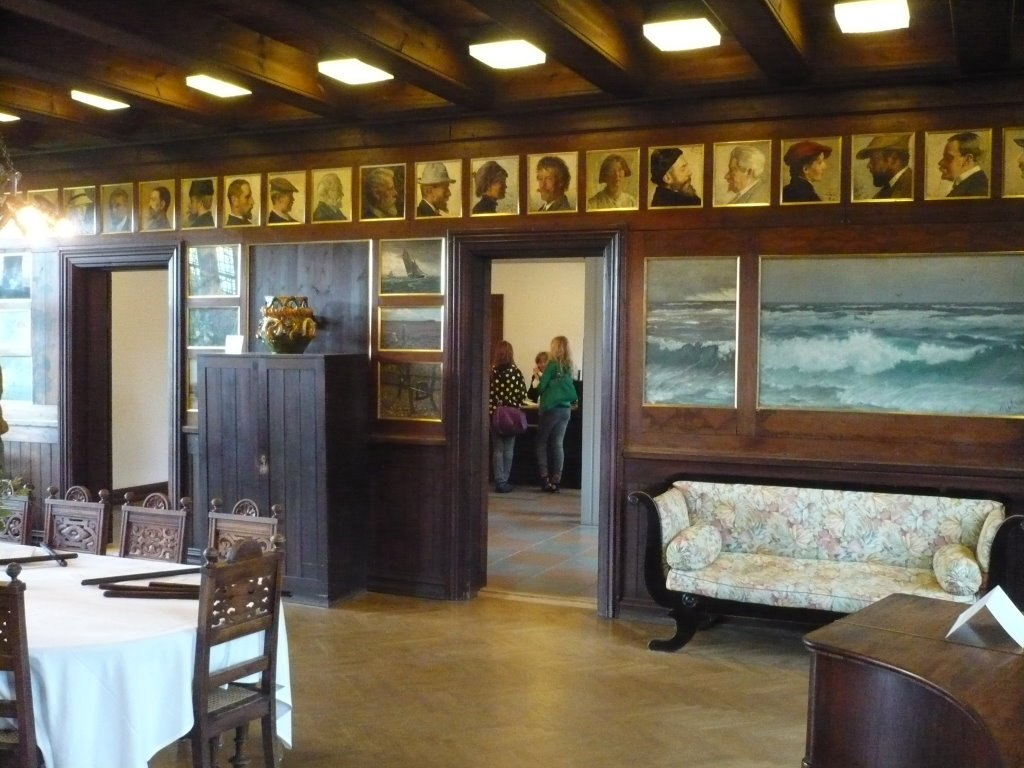
La salle à manger actuellement, maintenant dans le musée de Skagen

L'hôtel est à l'origine une ferme dont Ane Kirstine Houmann (1785–1858) hérite de son beau-père Chresten Jensen Degn (1760–1839). Après la mort de son mari Anders Eriksen Brøndum  (1781-1835), son fils Erik Andersen Brøndum (1820–1890) l'aide à tenir une épicerie et une maison d'hôtes dans l'ancienne ferme. Erik et sa femme Anne Hedvig Sørensdatter Møller (1826–1916) gèrent ensuite l'affaire jusqu'à ce qu'elle soit reprise par leur fils Christen Degn Brøndum (1856–1932) qui en fait un hôtel en 1891 qu'il nomme Hôtel Brondums. Leur fille, le peintre Anna Ancher (1859–1935), est née dans cet hôtel.
L'architecte Ulrik Plesner agrandit l'hôtel en 1892. Il est également agrandi en 1909 puis en 1916 avec une extension appelée Admiralgården. L'intérieur de la salle à manger a été conçu par Thorvald Bindesbøll en 1906. L'hôtel est dirigé par Degn Brøndum jusqu'à sa mort en 1932, il le lègue au musée de Skagen. L'hôtel est endommagé par le feu en 1954 et en 1959. Les réparations et le coût de la modernisation après la Seconde Guerre mondiale créent des dettes et l'hôtel est vendu en 1966.

## Le lieu de rencontre des peintres

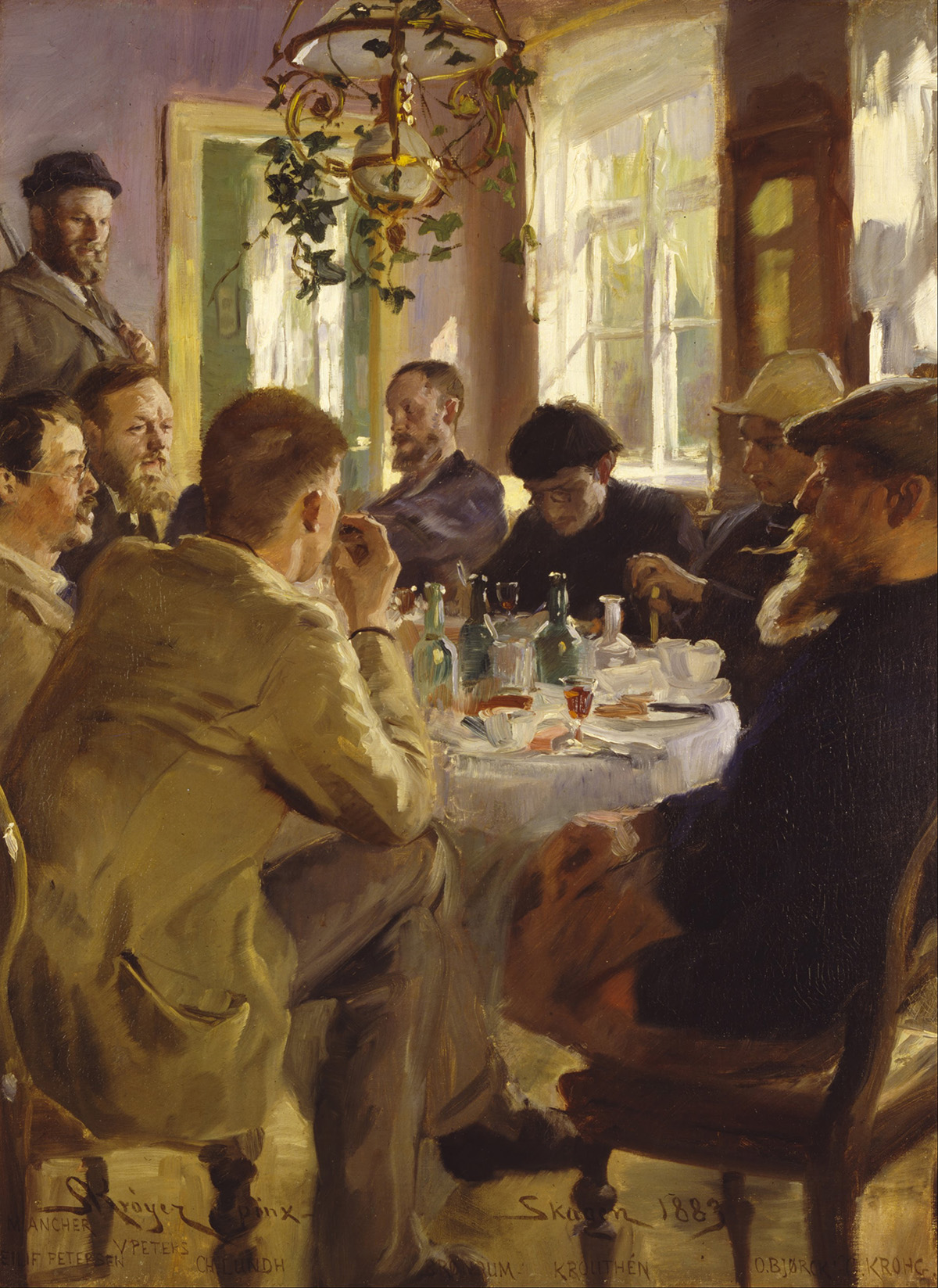
P.S. Krøyer : Ved Frokosten (1883), le dîner des peintres à l'hôtel

Les peintres de Skagen étaient étroitement liés à l'hôtel Brøndum. Michael Peter Ancher arrive à Skagen en 1874 où il se lie d'une relation étroite avec la famille Brøndoms, se mariant avec leur fille Anna en 1880. Il encourage ses amis Karl Madsen et Viggo Johansen à le rejoindre 1875. D'autres artistes suivent, beaucoup résident à l'hôtel Brøndum. Les principaux membres du groupe étaient l’écrivain Georg Brandes et le peintre Peder Severin Krøyer. La salle à manger de l'hôtel devient le centre de la vie sociale des artistes et la salle se remplit des tableaux donnés par les peintres pour payer leur hébergement.